# Kukulcania tractans
Espèce
Synonymes
- Filistata tractans O. Pickard-Cambridge, 1896
- Filistata capillosa O. Pickard-Cambridge, 1899

Kukulcania tractans est une espèce d'araignées aranéomorphes de la famille des Filistatidae.

## Distribution
Cette espèce est endémique du Mexique. Elle se rencontre au Guerrero,  au Morelos, au Tlaxcala, au Puebla et dans l'État de Mexico.

## Description
Le mâle décrit par Magalhaes et Ramírez en 2019 mesure 10,03 mm et la femelle 17,61 mm, les mâles mesurent de 8,61 à 10,06 mm et les femelles de 10,59 à 17,98 mm.

## Publication originale
- O. Pickard-Cambridge, 1896 : Arachnida. Araneida. Biologia Centrali-Americana, Zoology. London, vol. 1, p. 161-224 (texte intégral).